# アンヒー・ブラント
アンヒー・ブラント（Angie Bland、女性、1984年4月26日 - ）は、ベルギーの元バレーボール選手。ポジションはミドルブロッカー。元ベルギー代表。

## 来歴
アンヒー・ブラントは2001年にVDK Gent Damesへ入団し、プロとしてのキャリアをスタートさせる。地元のクラブリーグで5シーズンプレーした後、スペイン、イタリア、スイスなどのリーグで活躍。2005年にベルギー代表へ初選出される。2007年に地元で行われた欧州選手権では7位となった。
2010-11シーズンに所属していたドイツのVC StuttgartではDVVカップで優勝を果たした。2013年、欧州選手権で銅メダルを獲得した。2014年、ワールドグランプリに出場し6位入賞した。

## 球歴
- 欧州選手権 - 2007年、2013年
- ワールドグランプリ - 2014年

## 所属クラブ
- VDK Gent Dames（2001-2003年）
- Dauphines Charleroi（2003-2006年）
- Club 15-15（2006-2007年）
- Jogging Volley Altamura（2007-2008年）
- Minerva Volley Pavie（2008-2009年）
- Volley Köniz（2009-2010年）
- VC Stuttgart（2010-2011年）
- VK Khimik（2011-2012年）
- Ladies in Black Aachen（2012-2013年）
- VB Nantes（2013-2016年）
- ASPTT Mulhouse（2016-2017年）
- RCカンヌ（2017-2018年）
- Stade Français Paris St Cloud（2018-2019年）
- Hermes Rekkenshop Oostende（2019-2020年）